# Galaxea astreata
Galaxea astreata is een rifkoralensoort uit de familie van de Euphylliidae. De wetenschappelijke naam van de soort werd in 1816 voor het eerst geldig gepubliceerd door Jean-Baptiste de Lamarck.